# Argo (zespół muzyczny)
Argo (gr. Αργό, dawniej Europond) – grecki zespół muzyczny, reprezentujący Grecję podczas 61. Konkursu Piosenki Eurowizji w 2016 roku. Członkami zespołu są Christina Lachana, Wladimiros Sofianidis, Maria Wenetikidu, Ilias Kiesidis, Kostas Topuzis oraz Alekos Papadopulos.

## Historia zespołu
Zespół Argo, działający dawniej pod nazwą Europond został założony 31 sierpnia 2001 roku w Salonikach. Od samego początku twórczość grupy wykonywana jest wyłącznie w języku greckim i pontyjskim. Zespół ma podpisany kontrakt z wytwórnią Underground Sound Studio.
Grupa została wybrana wewnętrznie przez grecką telewizję ERT do reprezentowania kraju podczas 61. Konkursu Piosenki Eurowizji w 2016 roku. Był to pierwszy wewnętrzny wybór wykonawcy w tym kraju od 2004 roku. 10 marca 2016 roku ogłoszono, że zespół wystąpi z utworem „Utopian Land”, który został wydany w tym samym dniu. 20 marca tego samego roku poinformowano, że Ilias Kiesidis nie wystąpi wraz z zespołem w Sztokholmie i zostanie zastąpiony przez tancerza Wasilisa Roksenosa. 10 maja zespół wystąpił jako drugi w kolejności w pierwszym półfinale konkursu i nie zakwalifikował się do finału zajmując w nim 16. miejsce. Zostali tym samym pierwszymi w historii reprezentantami Grecji, którzy nie wzięli udziału w finale konkursu.

## Dyskografia

### Albumy
- 2015: Den Telo Thi$, Telo tin patrida m'opis (Δεν θέλω Thi$, θέλω την πατρίδα μ'οπίς)

### Single
- 2012: Mose Senora[6]
- 2012: Den Telo Thi$, Telo tin patrida m'opis (Δεν θέλω Thi$, θέλω την πατρίδα μ'οπίς)[6]
- 2016: „Utopian Land”